# Стаккато

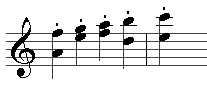
Обозначается точкой над нотами

Стакка́то (итал. staccato — отрывисто) — музыкальный штрих, предписывающий исполнять звуки отрывисто, отделяя один от другого паузами. Стаккато — один из основных способов извлечения звука (артикуляции), противопоставляемый легато.
Обозначается словом staccato или точками над или под нотами у их головок.
Акцентированное стаккато (также называемое staccatissimo или «стаккато клином») — разновидность этого штриха, обозначающая ещё более отрывистое исполнение звуков. Обозначается клиньями (откуда русское название штриха) — короткими вертикальными, заострёнными к ноте чёрточками.
Стаккато может применяться к нотам любой длительности, обозначая в общем случае уменьшение её примерно вдвое.

## Стаккато на разных инструментах

### Струнно-смычковые
Стаккато при игре на струнных инструментах — отрывистое движение смычка с остановкой; имеет ряд разновидностей — saltando, sautillé и др.
- Обыкновенное стаккато — «без настоящих пауз, при помощи одной артикуляции, достигаемой посредством перемены штриха (самый обыкновенный вид стаккато [non legato], особенно употребительный в оркестровой игре и применяемый в случае отсутствия дуг и точек)»[1]. По артикуляции стаккато исполняется по-разному. Например, на скрипке стаккато исполняли:[2]
  - Йозеф Иоахим — только кистью;
  - Анри Вьетан — кистью и предплечьем;
  - Генрик Венявский — только плечом.
- Большое стаккато — «отрывисто прижимая и отпуская струну при постоянно меняющемся штрихе (большое стаккато, grand détaché)»[1].
- Летучее стаккато или staccato volant (saltato, sautillé). При игре смычок подскакивает, отрываясь от струн. Выполняется кистью[1].

Выполнение: ослабить давление пальцев на смычок, продолжая то же движение кистью, которое употребляется для коротких штрихов detache.
Принцип действия:
- Смычок продолжает движение по струне;
- Смычок, потеряв фиксацию пальцев, совершает начальное вращательное движение вокруг пальцев и струны, продавливая её;
- Сила давления струны на волос смычка возрастает, производя резкий звук;
- Струна отталкивает смычок от себя.

Ошибки:
- Выполнение резких движений (препятствуют огибательному движению смычка по струне и последующему его отталкиванию);
- Увеличение давления на смычок (препятствует отскоку или возникают неуправляемые скачки).

- Спиккато (итал. spiccato — отрывать, отделять) — прыгающий штрих, выполняемый броском в сторону[3].
- Сотийе (фр. sautiller — подпрыгивать) — прыгающий штрих, выполняемый мелкими движениями только одной точкой смычка (близ его середины) в быстром темпе и при небольшой силе звучания[4].
- Стаккато пикэ (фр. Staccado piqué — отрывистый) — прыгающий штрих. Исполняется посредством чуть заметных движений кистью на продолжающемся смычковом штрихе, — настоящее виртуозное стаккато. Обозначается рядом точек под дугой[1][5].

### Клавишные
- По принципу ударных. На фортепиано исполняется посредством ударов по клавишам.
- По принципу щипковых. Клавесин.

### Духовые
Для исполнения стаккато на духовом инструменте используется язык для резкого прерывания струи воздуха. Обычно используют несколько повторений:
- Двойное стаккато;
- Тройное стаккато[6][7].